# Викторовка (Башкортостан)
Викторовка (баш. Викторовка) — деревня в Благоварском районе Республики Башкортостан Российской Федерации. Входит в состав Алексеевского сельсовета.

## География

### Географическое положение
Расстояние до:
- районного центра (Языково): 37 км,
- центра сельсовета (Пришиб): 8 км,
- ближайшей ж/д станции (Благовар): 53 км.

## История
Деревня была основана в 1904 году немецами переселенцами из Мелитопольского уезда Таврической губернии на землях купленных у помещика Базилевского. В 1912 в 19 дворах проживало 216 человек. Действовала начальная школа. В 1930 организован колхоз имени Р. Люксембург, с 1953 отделение колхоза «Путь Ленина», с 1959 — колхоза «Россия».

## Население
| 2002 | 2009 | 2010 |
| ---- | ---- | ---- |
| 208  | ↗223 | ↘190 |

Согласно переписи 2002 года, преобладающие национальности — русские (37 %), немцы (33 %).